# Cartagena de Indias
Cartagena de Indias o, simplement, Cartagena és la capital del departament de Bolívar, a Colòmbia i la cinquena ciutat del país en població després de Bogotà, Medellín, Cali i Barranquilla. Des de 1991 Cartagena és un Districte Turístic i Cultural. La ciutat està localitzada a la vora del mar Carib i és un dels epicentres turístics més importants de Colòmbia, com també el segon centre urbà en importància en la Costa Carib colombiana, després de Barranquilla.
A partir de la seua fundació en el segle xvi i durant tota l'època colonial espanyola, Cartagena de Indias va ser un dels ports més importants d'Amèrica, sent atacat pels francesos comandats per Jean-Bernard de Pointis el 1697, i pels anglesos el 1741.
L'11 de novembre de 1811 Cartagena es va declarar independent d'Espanya. Aquest dia és festa nacional a Colòmbia, i a la ciutat és celebrat durant 4 dies coneguts com les "Festes d'Independència". Des de 1933, l'11 de novembre és la diada de l'elecció i la coronació de la Senyoreta Colòmbia en el Concurs Nacional de Bellesa.

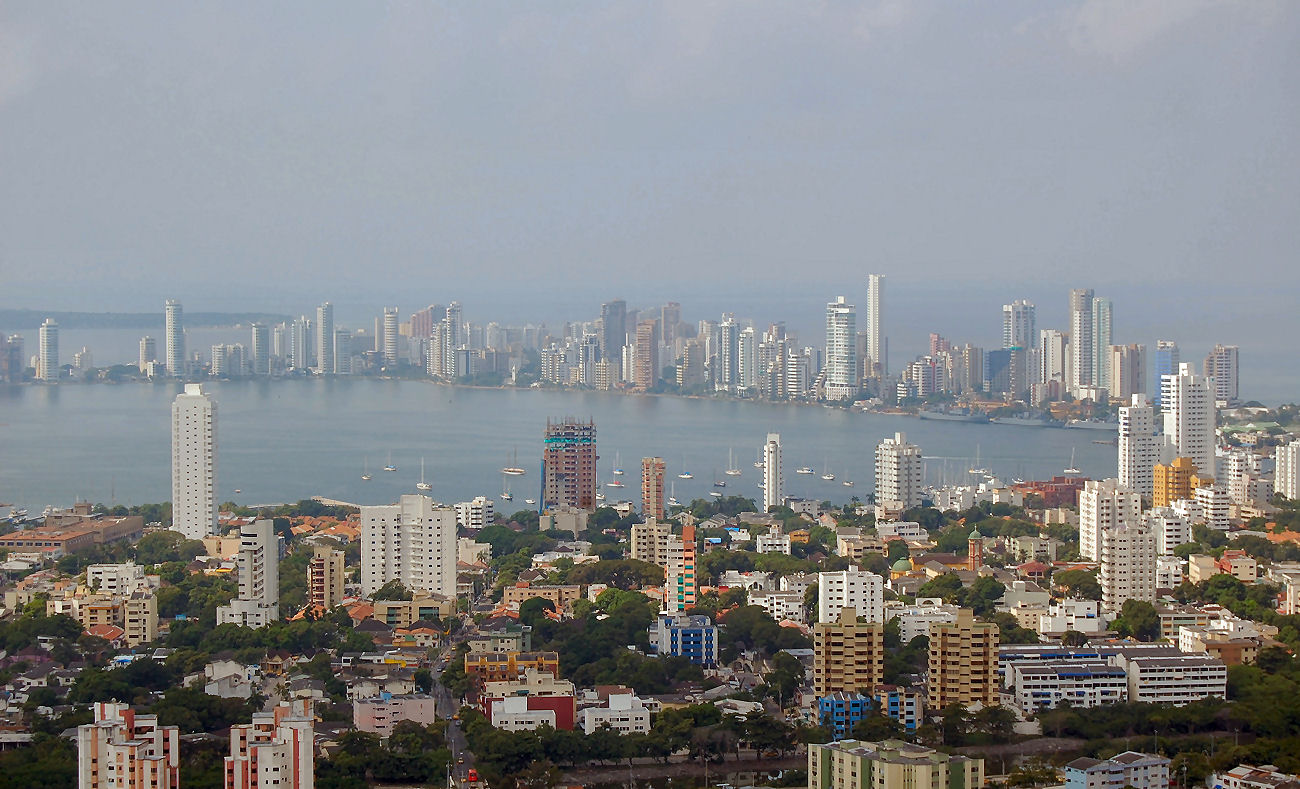
Panoràmica de Cartagena de Indias

Amb el pas del temps, Cartagena ha desenvolupat la seua zona urbana, ha conservat el centre històric i s'ha convertit en un dels ports de major importància a Colòmbia i, també, en una cèlebre destinació turística. La seua població total és de 892.545 i, juntament amb la seua àrea o esfera d'influència, alberga una població total d'1.188.078 habitants, que abasta els municipis de Turbaco, Arjona, Turbana, Santa Rosa, Santa Catalina, Clemencia, María la Baja, Mahates, San Estanislao, Arenal i Villanueva, amb Cartagena com a nucli. El seu centre històric, la «Ciutat Emmurallada», va ser declarat Patrimoni Nacional de Colòmbia el 1959 i per la Unesco Patrimoni de la Humanitat el 1984. En l'any 2007 la seua arquitectura militar va ser guardonada com la quarta meravella de Colòmbia.

## Toponímia
El 1505, en un viatge que va durar quatre mesos, Rodrigo de Bastidas va descobrir la Costa Carib de Colòmbia, en la que hi ha situada la Badia de Cartagena de Indias, a la que va batejar amb aquest nom per ser tan tancada com la badia de Cartagena, Regió de Múrcia. El 1533 es va passar a dir Cartagena de Ponent per a diferenciar-la de l'espanyola Cartagena d'Orient, ciutat d'on procedien la majoria dels mariners de Pedro de Heredia, fundador de la ciutat.
El nom de Cartagena és una derivació de Cartago Nova, nom que els romans van donar a la ciutat fundada pels cartaginesos, Qart Hadash després de les guerres púniques.

## Història
Cartagena d'Índies és una ciutat que des dels inicis fins avui ha influït notablement en els fets de Colòmbia. En temps precolombins habitaven a les seves costes els indis Caribs, que responien als atacs colonitzadors.
La ciutat fou fundada per Don Pedro d'Heredia, l'1 de juny de 1533, amb el nom de "Cartagena de Poniente", per diferenciar-la de "Cartagena de Levante", a Espanya, ambdues amb badies semblants.
La naixent població seria blanc de la cobdícia d'invasors anglesos i francesos, i és que la seva qualitat de port negrer i comercial la feia molt atractiva a ulls forans. Per tant, la seva protecció i defensa eren més que urgents, començant en ple segle xvi amb el Fort de l'Aladroc (on avui hi ha el Fort del Pastelillo). Després vindrien, a poc a poc, les diferents fortificacions que envoltarien a la ciutat d'acord amb les exigències i l'evolució de l'art militar en els segles xvii i xviii. Tanmateix, no per això la ciutat se salvaria de arrasadoras invasions com la del Baró de Pointis el 1697, que la va deixar arruïnada.
El 1610 arribarien els primers frares del Tribunal de Penes del Sant Ofici de la Inquisició, que estendria el seu poder de reprensió i vigilància fins a l'època de la Independència.
Cartagena d'Índies va ser a vegades seu de virreis, com Don Sebastián de Eslava, que va governar durant gairebé deu anys seguits, reemplaçant a Santa Fe com a capital del Nou Regne de Granada.
L'11 de novembre de 1811 se signaria l'Acta d'Independència Absoluta d'Espanya, començant amb això 10 llargs anys per aconseguir l'emancipació definitiva. Dels molts bloquejos i llocs que va patir la Vila de Heredia, cal destacar l'impost per Pablo Morillo, El Pacificador, el 1815, qui tenia l'objectiu de recuperar aquesta important plaça per a la Corona Espanyola. "Cartagena d'Índies, Ciutat Heroica", va ser el títol que es guanyaria després de suportar més de tres mesos d'intens setge.
En l'època republicana la ciutat entraria en un llarg període d'estancament, producte de la seva pèrdua d'interès estratègic i comercial. Es pot citar a Rafael Núñez, Cartagena que durant aquesta època de "recessió" de Cartagena d'Índies, fos elegit President de la República en quatre ocasions, dirigint les destinacions de la Nació des de l'Heroica, com a la Colònia ho fessin alguns virreis.
El renéixer de Cartagena d'Índies com a ciutat determinant a Colòmbia es dona entrat el Segle XX amb la reactivació de la seva economia, quan la seva història i les seves llegendes són només records del passat gloriós d'una ciutat turística que rep el Segle XXI plena d'esperances i somnis per al futur

### Època precolombina: 4000 aC - 1500 dC
A la costa del Mar Carib, concretament a la zona d'entre el delta del Riu Sinú i la badia de Cartagena s'hi troba la cultura del Puerto Hormiga, que sembla la primera comunitat documentada de l'actual Colòmbia. Els arqueòlegs estimen que aquesta cultura es formà al voltant del 4000 aC a la zona de frontera dels actuals departaments de Bolívar i de Sucre. És en aquesta zona en la que els arqueòlegs hi han trobat els objectes de ceràmica més antics d'Amèrica, datats del voltant del 4000 aC. Es creu que la suavitat del clima i l'abundància de vida silvestre va ajudar el poblament per part dels humans de la zona. Al voltant del 3000 aC la cultura de Puerto Hormiga va començar a decaure. Després, a la zona es va desenvolupar la Cultura Monsú, més desenvolupada que l'anterior i que va heredar de la Cultura de Puerto Hormiga la ceràmica. Aquesta nova cultura va desenvolupar una economia mixta d'agricultura i manufactura bàsica i la dieta de les seves persones es vbasava sobretot en marisc i peix fresc.
Els zenús són els membres del grup humà que va viure a la zona en els departaments de Còrdova i Sucre fins a l'arribada dels colonitzadors espanyols.

### Primeres èpoques dels castellans a la zona de Cartagena de Indias
Després de l'intent fallit de fundar Antigua del Darien, el 1506 per part de Alonso de Ojeda i la posterior fundació sense èxit de San Sebastián de Urabá el 1517 per part de Diego de Nicuesa, la costa sud del mar Carib va esdevenir poc atractiva pels colonitzadors, que van preferir la Hispaniola o Cuba. La Casa de Contratación va donar permís a Rodrigo de Bastidas per dur a terme una expedició a la zona, en la que va explorar la costa i va descobrir el Riu Magdalena el 1527 en un viatge que va acabar al Golf d'Urabá. Com que Nicuesa i De Ojeda van assenyalar que hi havia una gran badia entre Santo Domingo i l'Istme de Panamà, cosa que va animar a Bastides a investigar a la zona.

## En ficció
- El amor en los tiempos del cólera, novel·la de Gabriel García Márquez (1985).
- Cartagena, novel·la de Claudia Amengual (2015)